# Мілове (пункт контролю)
49°22′23″ пн. ш. 40°8′16″ сх. д. / 49.37306° пн. ш. 40.13778° сх. д.
Мі́лове — пункт контролю через державний кордон України на кордоні з Росією.
Розташований у Луганській області, Міловський район, в однойменному селищі міського значення, на автошляху Н26. З російського боку розташований пункт пропуску «Чертково», Чертковський район, Ростовська область.
Вид пропуску — автомобільний, залізничний. Статус пункту пропуску автомобільного — міждержавний, місцевий (цілодобовий); залізничного — міжнародний.
Характер перевезень автомобільного — вантажний, пасажирський; залізничного — вантажний.
Окрім радіологічного, митного та прикордонного контролю, автомобільний та залізничний пункт контролю «Мілове» може здійснювати фітосанітарний та екологічний контроль.
Пункт контролю «Мілове» входить до складу митного посту «Старобільськ» Луганської митниці. Код автомобільного пункту пропуску — 70217 08 00 (21). Код залізничного пункту контролю — 70217 09 00 (12).
7 серпня 2014 року бойовики з гранатомета обстріляли адміністративну будівлю відділу прикордонної служби «Мілове», прикордонники підірвалися на фугасі — 4 постраждалих; на пункті контролю зранку працювала місія ОБСЄ, обстріл було здійснено одразу після її відбуття. 9 серпня розпочато відновлювання прикордонного пункту.